# Bojna Frankopan
Bojna Frankopan je bila jedna od prve dvije specijalne postrojbe Oružanih snaga Republike Hrvatske. Osnovana je 29. srpnja 1991. godine kao specijalna postrojba Glavnog stožera Oružanih snaga. Većinu instruktora i zapovjednika su činili Hrvati iz francuske Legije stranaca. Bojna Frankopan imala je oko 150 pripadnika koji su bili obučeni za sve vrste zadaća, većinom u neprijateljskoj pozadini. Preustrojem Hrvatske vojske krajem 1992. godine bojna je raspuštena, a njezini pripadnici prelaze većinom u Drugu i Sedmu gardijsku brigadu te manjim dijelom u 1. hrvatski gardijski zdrug. Tijekom djelovanja Bojne Frankopan 12 njezinih pripadnika je dalo svoje živote u obrani suvereniteta Republike Hrvatske. 

## Povijest
Bojna Frankopan ustrojena je 29. srpnja 1991. godine kao specijalna postojba Glavnog stožera Oružanih snaga kao jedna od prve dvije specijalne postrojbe uz Bojnu Zrinski. Jezgru bojne Frankopan činili su Hrvati iz francuske Legije stranaca koji su postali zapovjednici i instruktori, Popunjavana je borcima s ratnim iskustvom, a postrojbu su činili Hrvati iz svih krajeva Hrvatske, hrvatski iseljenici povratnici u domovinu te nekolicina stranih dobrovoljaca. 
Frankopanima je zapovijedao bivši kapetan Legije stranaca Ilija Tot, bivši legionar Bruno Zorica Zulu te Vinko Primorac. Obuka postrojbe obavljala se u vojarni Žutica kod Ivanić-Grada po modelu Legije stranaca i NATO standardu. Glavni instruktor je bio Francuz Rene Dutruel koji je kasnije poginuo u ratu. 
Bojna Frankopan imala je oko 150 pripadnika koji su bili obučeni za sve vrste zadaća, većinom u neprijateljskoj pozadini. 
Tijekom 1991. bojna ratuje u zapadnoj i istočnoj Slavoniji. U listopadu se bori kod Drenovog boka na području Jasenovca, u studenom i prosincu u Osijeku tijekom najžešćih napada na grad. Ondje se bojna istaknula u izvlačenju mrtvih gardista s ničije zemlje kod Tenje te uspostavi mostobrana na lijevoj obali Drave u Baranji. 
Tijekom 1992. bojna sudjeluje na Južnom bojištu u deblokadi Dubrovnika te ponovnoj uspostavi bojišnice kod Šuice nakon što su srpske snage u travnju zauzele Kupres. 
Preustrojem Hrvatske vojske krajem 1992. godine bojna je raspuštena, a njezini pripadnici prelaze većinom u Drugu i Sedmu gardijsku brigadu te manjim dijelom u 1. hrvatski gardijski zdrug.
Tijekom djelovanja Bojne Frankopan 12 njezinih pripadnika je dalo svoje živote u obrani suvereniteta Republike Hrvatske. 
Iako je većina Frankopana umirovljena nakon rata, neki pripadnici postrojbe su ostali u Hrvatskoj vojsci kao cijenjeni vojnici poput Miroslava Wagnera koji je bio prvi zapovjednik hrvatskog kontingenta mirovnih snaga UN-a na Golanskoj visoravni.
Danas djeluje Udruga Bojna Frankopan, a predsjednik je Bruno Zorica. Udruga ima prostorije u ulici kneza Mutimira u Zagrebu. Članovi udruge obilježavaju svake godine dan osnutka postrojbe i polažu vijence na grobove poginulih pripadnika. Budući da su istaknuti pripadnici i zapovjednici postrojbe bili bivši pripadnici Legije stranaca članovi udruge često posjećuju Legiju stranaca u Francuskoj. 
Direktor Veteranskog doma Legije stranaca u kojem žive umirovljeni legionari je Hrvat potpukovnik Zlatko Sabljić, a u tom domu živi i prvi zapovjednik Bojne Frankopana Ilija Tot. Frankopani svake godine prisustvuju Danu Camerone, danu Legije stranaca koja se obilježava svake godine 30. travnja u spomen na bitku Legije kod Cameronea 1863. godine u Meksiku. Tom prigodom se druže s bivšim i sadašnjim legionarima, a posebno s Hrvatima legionarima. Udruga Bojne Frankopan je zbog te veze s Legijom i zastavu udruge napravila u bojama Legije stranaca crvenoj, zelenoj i zlatnoj.

## Poveznice
- Bojna Zrinski
- Legija stranaca
- Bojna za specijalna djelovanja
- Zapovjedništvo specijalnih snaga
- Središte gardijsko za specijalističku obuku dočasnika

## Vanjske poveznice
- Facebook stranica Udruge Bojna Frankopan
- Bojna Frankopan TV Kalendar
- Obuka Bojne Frankopan
- Emisija o Bojni Frankopan
- Udruga Bojna Frankopan u posjetu Legiji stranaca na Danu Cameron